# Diplophlyctis laevis
Diplophlyctis laevis är en svampart som beskrevs av Sparrow 1937. Diplophlyctis laevis ingår i släktet Diplophlyctis och familjen Endochytriaceae.   Inga underarter finns listade i Catalogue of Life.